# Jak to jest zrobione?
Jak to jest zrobione? (ang. How It’s Made) – kanadyjski program nadawany na kanale Discovery Channel, Discovery Science i Metro TV, a od 17 marca 2020 do 27 marca 2020 również na TVN. Program pokazuje proces produkcji przedmiotów, z którymi mamy do czynienia na co dzień.
Dotychczas nakręcono 32 serii po 13 odcinków. W większości odcinków widz poznaje produkcję czterech przedmiotów, ale niektórym przedmiotom poświęcono dwuczęściowy reportaż, co dało wyjątkowo po trzy wynalazki na odcinek.
Lektorem programu w oryginale przez pierwsze 10 serii był Tony Hirst. Od 11. serii lektorem jest Lynne Adams. Lektorem większości odcinków emitowanych w Polsce jest Tomasz Kozłowicz, używający pseudonimu Jan Czernielewski. Pierwszy sezon czytał Marek Lelek.

## Spis odcinków

### Sezon 1
| Nr   | Lp. | Polski tytuł (przedmioty)                                                      | Angielski tytuł (przedmioty)                                      |
| ---- | --- | ------------------------------------------------------------------------------ | ----------------------------------------------------------------- |
| 1-01 | 1   | Folia aluminiowa, deski snowboardowe, soczewki kontaktowe, chleb               | Aluminum foil, Snowboards, Contact lenses, Bread                  |
| 1-02 | 2   | Płyty kompaktowe, mozzarella, rajstopy, świetlówki                             | Compact discs, Mozzarella cheese, Pantyhose, Fluorescent tubes    |
| 1-03 | 3   | Wykałaczki, wanny akrylowe, helikoptery, piwo                                  | Toothpicks, Acrylic bathtubs, Helicopters, Beer                   |
| 1-04 | 4   | Aparaty słuchowe, puzzle 3D, Maty gumowe, toalety                              | Hearing aids, 3-D puzzles, Rubber mats, Toilets                   |
| 1-05 | 5   | Papier kserograficzny, dżinsy, komputery, szkło płaskie walcowane              | Copy paper, Jeans, Computers, Plate glass                         |
| 1-06 | 6   | Sztyfty i zszywki, nierozpryskujące się szkło, tkaniny, rowery                 | Nails & staples, Safety glasses, Fabrics, Bicycles                |
| 1-07 | 7   | Kajaki, Wzmocnione buty, duże ekrany diodowe, płatki śniadaniowe               | Kayaks, Safety boots, Electronic signs, Cereals                   |
| 1-08 | 8   | Ciężarówki, plastry opatrunkowe, komputerowe obwody scalone, napoje alkoholowe | Trucks, Adhesive bandages, Computer circuit boards, Liquors       |
| 1-09 | 9   | Stal, sok jabłkowy, podwozia lotnicze, kosmetyki                               | Steel, Apple juice, Aircraft landing gears, Cosmetics             |
| 1-10 | 10  | Hologramy, druk opakowań, hodowla skóry ludzkiej, puszkowana kukurydza         | Holograms, Package printing, Skin culture, Canned corn            |
| 1-11 | 11  | Torby plastikowe, panele słoneczne, kanistry plastikowe, kije hokejowe         | Plastic bags, Solar panels, Plastic gas containers, Hockey sticks |
| 1-12 | 12  | Nakrętki aluminiowe, czekolada, tabletki, makaron                              | Aluminum screw caps, Chocolate, Pills, Pasta                      |
| 1-13 | 13  | Kaski dla rowerzystów, aluminium, hamulce samochodowe, baterie litowe          | Bicycle helmets, Aluminum, Car brakes, Lithium batteries          |

### Sezon 2
| Nr   | Lp. | Polski tytuł (przedmioty)                                                                           | Angielski tytuł (przedmioty)                                                     |
| ---- | --- | --------------------------------------------------------------------------------------------------- | -------------------------------------------------------------------------------- |
| 2-01 | 14  | Soczewki do okularów, granit, chipsy, mikroprocesory                                                | Eyeglass lenses, Granite, Potato chips, Computer microprocessors                 |
| 2-02 | 15  | Miód, światłowody, cegły, organy                                                                    | Honey, Fibre-optics, Bricks, Pipe organs                                         |
| 2-03 | 16  | Skutery wodne, wino, meble biurowe z płyt wiórowych, łyżwy                                          | Personal watercraft, Wine, Particleboard office furniture, Ice skates            |
| 2-04 | 17  | Kurtki zimowe, animacja, grzyby, złote pierścionki                                                  | Winter jackets, Animation, Mushrooms, Gold rings                                 |
| 2-05 | 18  | Hydroponiczna uprawa sałaty, drewno budowlane, recykling, muszki wędkarskie                         | Hydroponic lettuce, Construction wood, Recycling, Fishing flies                  |
| 2-06 | 19  | Szlifowanie diamentów, drzwi drewniane, kulki do paintballa, gazety                                 | Diamond cutting, Wood doors, Paintballs, Newspapers                              |
| 2-07 | 20  | Dywany, woda pitna, laserowe operacje oka, gitary akustyczne                                        | Carpets, Drinking water, Laser eye surgery, Acoustic guitars                     |
| 2-08 | 21  | Łodzie z włókna szklanego, suszarki do ubrań, guma balonowa, sztuczne ognie                         | Fiberglass boat, Clothes dryers, Bubble gum, Fireworks                           |
| 2-09 | 22  | Stalowe sejfy, sztuczna szczęka, awionetka, syrop klonowy                                           | Steel safes, False teeth, Airplanes, Maple syrup                                 |
| 2-10 | 23  | Żelki, puszki aluminiowe, hodowla ryb, rzeźby z brązu                                               | Gummies, Aluminum cans, Fish farming, Bronze sculptures                          |
| 2-11 | 24  | Garnki aluminiowe, protezy kończyn, masło orzechowe, żarówki wysokiej jasności                      | Aluminum pots & pans, Artificial limbs, Peanut butter, High-intensity light bulb |
| 2-12 | 25  | Minivan, wózki sklepowe, tworzenie prototypów, monety kolekcjonerskie                               | Cars, Grocery carts, Rapid tooling and prototyping, Collectible coins            |
| 2-13 | 26  | Łożysko toczne, przewody elektryczne, odlewy metodą wosku traconego, automatyczne linie produkcyjne | Ball bearings, Electrical wires, Lost wax casting, Automated machines            |

### Sezon 3
| Nr   | Lp. | Polski tytuł (przedmioty)                                                         | Angielski tytuł (przedmioty)                                                          |
| ---- | --- | --------------------------------------------------------------------------------- | ------------------------------------------------------------------------------------- |
| 3-01 | 27  | Pieczątki, żurawina, przędza bawełniana, znaki drogowe                            | Pre-inked Stamps, Cranberries, Cotton Yarn, Road Signs                                |
| 3-02 | 28  | Kłódki szyfrowe, garncarstwo, przyczepy campingowe, gumka do ścierania            | Combination Locks, Pottery, Recreational Vehicles, Erasers                            |
| 3-03 | 29  | Ładowarki czołowe, olej roślinny, narzędzia ręczne, waciki                        | Wheel Loaders, Vegetable Oil, Hand Tools, Cotton Swabs                                |
| 3-04 | 30  | Tymczasowe ogrodzenia druciane, gont bitumiczny, styropian, twarde cukierki       | Temporary Metal Fences, Asphalt Shingles, Expanded Polystyrene Products, Hard Candies |
| 3-05 | 31  | Powozy konne, sztuczne oczy, jedzenie dla psów i kotów, lustra                    | Horse-drawn Carriages, Artificial Eyes, Dog and Cat Food, Mirrors                     |
| 3-06 | 32  | Jogurt, świeczki, znaki neonowe, oprawa książek                                   | Yogurt, Candles, Neon Signs, Bookbindings                                             |
| 3-07 | 33  | Musztarda, skrzypce, śruby i nakrętki, papier toaletowy                           | Mustard, Violins, Nuts & Bolts, Toilet Paper                                          |
| 3-08 | 34  | Świeże kwiaty, taśma samoprzylepna, tofu, kupony loteryjne                        | Fresh Cut Flowers, Adhesive Tape, Tofu, Lottery Tickets                               |
| 3-09 | 35  | Łodzie pontonowe, kuskus, ciastolina, Wyroby z wikliny                            | Inflatable Watercraft, Couscous, Modeling Dough, Wicker Products                      |
| 3-10 | 36  | turbiny wiatrowe, Rękawiczki PCW, szkło formowane termicznie, wozy strażackie     | Wind Generators, PVC Gloves, Thermo-formed Glass, Fire Trucks                         |
| 3-11 | 37  | Chłodnice samochodowe, hodowla kurcząt, greckie ciasto filo, narty biegowe        | Car Radiators, Hatchery Chicks, Phyllo Dough, Cross-country Skis                      |
| 3-12 | 38  | Elektryczne grzejniki listwowe, opakowania z masy papierowej, kurczaki, gry video | Electric Baseboard Heaters, Molded Pulp Containers, Chicken, Video Games              |
| 3-13 | 39  | Buty dla strażaków, narzędzia ogrodowe, Hołd maszynom, płyta gipsowa              | Firefighter Boots, Garden Tools, Automated Machines, Gypsum Board                     |

### Sezon 4
| Nr   | Lp. | Polski tytuł (przedmioty)                                                           | Angielski tytuł (przedmioty)                                                          |
| ---- | --- | ----------------------------------------------------------------------------------- | ------------------------------------------------------------------------------------- |
| 4-01 | 40  | Butelki i słoiki z plastiku, Tradycyjna poczta, jajka, ręcznie zdobione pióra       | Plastic Bottles & Jars, Snail-Mail, Eggs, Handcrafted Wooden Pens                     |
| 4-02 | 41  | Formy do formowania plastiku, filtry oleju, szafy na akta, szkło dmuchane           | Plastic Injection Molds, Automotive Oil Filters, Filing Cabinets, Blown Glass         |
| 4-03 | 42  | Przyrządy do cięcia wysokiej precyzji, witraże, ciągniki siodłowe, flet prosty      | High-Precision Cutting Tools, Stained Glass, Semi-trailers, Recorders                 |
| 4-04 | 43  | Kongi, galwanotechnika, guziki cz.1, guziki cz.2                                    | Conga Drums, Metal Plating, Buttons #1, Buttons #2                                    |
| 4-05 | 44  | Koła szlifierskie, kompost, żaluzje, mleko                                          | Grinding Wheels, Compost, Window Blinds, Milk                                         |
| 4-06 | 45  | Szczotki, tablice szkolne, wędzony łosoś, zamki błyskawiczne                        | Brushes & Push Brooms, Blackboards, Smoked Salmon, Zippers                            |
| 4-07 | 46  | Trójwymiarowe szyldy, Drewniane podłogi, rury z falistego polietylenu, materace     | 3-D Commercial Signs, Hardwood Floors, Corrugated Polyethylene Pipe, Mattresses       |
| 4-08 | 47  | płytki ceramiczne, orzechy, kucie stali, deskorolki                                 | Ceramic Tiles, Nuts, Steel Forgings, Skateboards                                      |
| 4-09 | 48  | Silniki samochodowe, mąka, fotele rozkładane, koperty                               | Car Engines, Flour, Recliners, Envelopes                                              |
| 4-10 | 49  | Plastikowe kubki i sztućce, charakteryzacja teatralna i filmowa, wytop złota, harfy | Plastic Cups & Cutlery, Special Effects Make-up, Gold, Harps                          |
| 4-11 | 50  | Laminowanie, zmrożone delicje, klocki dla dzieci, detergenty                        | Laminate, Frozen Treats, Children’s Building Blocks, Detergents                       |
| 4-12 | 51  | Sztukateria, koła pasowe, przemysłowe węże gumowe, podłogi PCW                      | Decorative Moldings, Commercial Pulleys, Industrial Rubber Hose, Sheet Vinyl Flooring |
| 4-13 | 52  | Szpachle, drzwi garażowe, silniki elektryczne, wełna                                | Putty Knives, Garage Doors, Electric Motors, Wool                                     |

### Sezon 5
| Nr   | Lp. | Polski tytuł (przedmioty)                                                                    | Angielski tytuł (przedmioty)                                             |
| ---- | --- | -------------------------------------------------------------------------------------------- | ------------------------------------------------------------------------ |
| 5-01 | 53  | Asfalt drogowy, marshmallow, głośniki, elektroniczne zamki do drzwi                          | Paving Asphalt, Marshmallow Cookies, Loudspeakers, Electronic Door Locks |
| 5-02 | 54  | Kominki, ortezy, baletki, autobusy                                                           | Wood Burning Stoves, Orthoses, Ballet Slippers, Buses                    |
| 5-03 | 55  | Ramiona robotów, tatuaże, podpaski, rury betonowe                                            | Robotic Arms, Tattoos, Sanitary Napkins, Concrete Pipes                  |
| 5-04 | 56  | Rękawice hokejowe, ciasteczka, opony z odzysku, oczyszczanie ścieków                         | Hockey Gloves, Snack Cakes, Remolded Tires, Wastewater Treatment         |
| 5-05 | 57  | Ambulansy, stoły, akordeony, nagrody z akrylu                                                | Ambulances, Dining Room Tables, Diatonic Accordions, Acrylic Awards      |
| 5-06 | 58  | Baterie alkaliczne, wózki inwalidzkie, flet poprzeczny, buty kowbojskie                      | Alkaline Batteries, Wheelchairs, Flutes, Cowboy Boots                    |
| 5-07 | 59  | Piłki golfowe, Uchwyty do mebli, parkometry, parawany                                        | Golf Balls, Furniture Handles, Parking Meters, Room Dividers             |
| 5-08 | 60  | Zbroje, słupy do latarni ulicznych, gięte drewno, przyciski membranowe                       | Suits of Armor, Street Light Poles, Bent Hardwood, Membrane Switches     |
| 5-09 | 61  | Sulki, dudy, yule log (ciasto świąteczne), wabiki wędkarskie                                 | Sulkies, Bagpipes, Yule Logs, Fishing Lures                              |
| 5-10 | 62  | Parkany hokejowe, odznaki (noszone w klapie), pudła kartonowe, kryształowe kieliszki do wina | Goalie Pads, Lapel Pins, Cardboard Boxes, Crystal Wine Glasses           |
| 5-11 | 63  | Cement, trumny, napoje gazowane, fotele bujane                                               | Cement, Caskets, Soft Drinks, Glider Rockers                             |
| 5-12 | 64  | Noże kuchenne, manekiny, skarpetki, igły                                                     | Kitchen Knives, Mannequins, Socks, Hypodermic Needles                    |
| 5-13 | 65  | Panele elektryczne, latawce, Oprawki do okularów, szczoteczki do zębów                       | Electrical Panels, Kites, Eyeglass Frames, Toothbrushes                  |

### Sezon 6
| Nr   | Lp. | Polski tytuł (przedmioty)                                                        | Angielski tytuł (przedmioty)                                                                                |
| ---- | --- | -------------------------------------------------------------------------------- | --- |
| 6-01 | 66  | Pojazdy trójkołowe, kije baseballowe, sztuczne bonsai, puzony                    | Three-Wheeled Vehicles Campagna Corporation T-Rex (automobile), Baseball Bats, Artificial Bonsai, Trombones |
| 6-02 | 67  | Sprężyny, kostka brukowa, pianina (obudowa), pianina (struny)                    | Springs, Pavers, Pianos (housing), Pianos (installing the keys & strings)                                   |
| 6-03 | 68  | Liny, stoły bilardowe, Deski do windsurfingu, talerze                            | Ropes, Billiard Tables, Sailboards, Cymbals                                                                 |
| 6-04 | 69  | pasy bezpieczeństwa, okna, figury woskowe, balony na gorące powietrze            | Seatbelts, Windows, Wax Figurines, Hot Air Balloons                                                         |
| 6-05 | 70  | filtry powietrza, kij bilardowy, rzeźby z lodu, garnitury                        | Air Filters, Billiard Cues, Ice Sculptures, Suits                                                           |
| 6-06 | 71  | Poręcze ruchomych schodów, markery, Struny gitarowe, peruki                      | Escalator Handrails, Highlighters, Guitar Strings, Wigs                                                     |
| 6-07 | 72  | łuki tradycyjne, ekspresy do kawy, maskotki, hamaki                              | Traditional Bows, Coffee Machines, Mascots, Hammocks                                                        |
| 6-08 | 73  | Izolacja z włókna szklanego, drewniane kaczki, automaty z gumą do żucia, tłumiki | Fiberglass Insulation, Wooden Ducks, Gumball Machines, Exhaust Systems                                      |
| 6-09 | 74  | Łańcuchy, bajgle, płyty winylowe (nagrywanie), płyty winylowe (reprodukcja)      | Chains, Bagels, Vinyl Records (recording), Vinyl Records (reproducing)                                      |
| 6-10 | 75  | Przednie szyby samochodowe, siodła angielskie, masło, zegary uliczne             | Windshields, English Saddles, Butter, Post Clocks                                                           |
| 6-11 | 76  | Segway, Cedrowe kanoe, gitary elektryczne cz.1, gitary elektryczne cz.2          | Individual Transporters, Cedar Canoes, Electric Guitars #1, Electric Guitars #2                             |
| 6-12 | 77  | Bojlery, poduszki powietrzne, jelly beans (cukierki), rolby                      | Residential Water Heaters, Air Bags, Jelly Beans, Ice Resurfacers                                           |
| 6-13 | 78  | Amfibie, Putter (typ kija golfowego), modele statków, membrany do bębnów         | Amphibious Vehicles, Putters, Model Ships, Drumheads                                                        |

### Sezon 7
| Nr   | Lp. | Polski tytuł (przedmioty) | Angielski tytuł (przedmioty)                                                                   |
| ---- | --- | --- | ---------------------------------------------------------------------------------------------- |
| 7-01 | 79  | Piłki do futbolu amerykańskiego, wzmacniacze gitarowe, kulki szklane, śmigła do samolotów                                                   | Footballs, Electric Guitar Amplifiers, Marbles, Airplane Propellers                            |
| 7-02 | 80  | Blok silnika, łamiszczęki (cukierki), Korpusy bębnów, bębny                                                                                 | Engine Blocks, Jawbreakers, Drum Shells, Drums                                                 |
| 7-03 | 81  | Zapalniczki Zippo, skamieniałości, krążki hokejowe, cylindry wysokociśnieniowe                                                              | Zippo Lighters, Fossils, Hockey Pucks, High-Pressure Cylinders                                 |
| 7-04 | 82  | Balony, tapety, mrożone frytki, żarówki | Balloons, Wallpaper, Frozen French Fries, Incandescent Light Bulbs                             |
| 7-05 | 83  | Zapałki, Konie karuzelowe, porcelana, zbiornik paliwa                                                                                       | Matches, Carousel Horses, Fine Porcelain, Automobile Fuel Tanks                                |
| 7-06 | 84  | Naczynia szklane, mydło, steelband (instrument), odzież strażacka                                                                           | Glass Cookware, Soap Bars, Steel Drums, Firefighter Uniforms                                   |
| 7-07 | 85  | Kredki, kajaki drewniane, kosiarki do trawy, złote łańcuszki                                                                                | Crayons, Wooden Kayaks, Lawn Mowers, Gold Chains                                               |
| 7-08 | 86  | Automatycznie nadmuchiwane kamizelki, maszyny do pisania Braillem, wiolonczele z włókna węglowego cz.1, wiolonczele z włókna węglowego cz.2 | Inflatable Safety Devices, Braille Typewriters, Carbon Fibre Cellos #1, Carbon Fibre Cellos #2 |
| 7-09 | 87  | Maszty z włókna węglowego, ciasteczka z przepowiednią, Projektory IMAX, łańcuchy drabinkowe                                                 | Carbon Fibre Masts, Fortune Cookies, IMAX Projectors, Roller Chains                            |
| 7-10 | 88  | Hełmy strażackie, busole żeglarskie, opakowanie w kształcie tubki, piły ręczne                                                              | Firefighter Helmets, Nautical Compasses, Packaging Tubes, Hand Saws                            |
| 7-11 | 89  | Żarówki halogenowe, izolacja celulozowa, drabiny aluminiowe, wędki bambusowe                                                                | Halogen Bulbs, Cellulose Insulation, Aluminum Ladders, Bamboo Fly Rods                         |
| 7-12 | 90  | Wiertła, automaty fotograficzne, znaczki cz.1, znaczki cz.2                                                                                 | Drill Bits, Photo Booths, Stamps #1, Stamps #2                                                 |
| 7-13 | 91  | Koła sterowe, dywany, termostaty samochodowe, dłuta                                                                                         | Yacht Wheels, Braided Rugs, Automobile Thermostats, Chisels                                    |

### Sezon 8
| Nr   | Lp. | Polski tytuł (przedmioty)                                                                 | Angielski tytuł (przedmioty)                                                |
| ---- | --- | ----------------------------------------------------------------------------------------- | --------------------------------------------------------------------------- |
| 8-01 | 92  | Fotografie, garbowanie skór, elektrody spawalnicze, skrzypce elektryczne                  | Photographs, Fur Tanning, Welding Electrodes, Electric Violins              |
| 8-02 | 93  | Butelki szklane, piłki do metalu, maski hokejowe cz1, maski hokejowe cz.2                 | Glass Bottles, Hacksaws, Goalie Masks #1, Goalie Masks #2                   |
| 8-03 | 94  | Kije do lacrosse, mrożonki rybne, latarki, pędzle                                         | Lacrosse Sticks, Frozen Fish Products, Flashlights, Paintbrushes            |
| 8-04 | 95  | Akumulatory kwasowo-ołowiowe, puszki, soczewki optyczne cz.1, soczewki optyczne cz.2      | Deep Cycle Batteries, Tins, Optical Lenses #1, Optical Lenses #2            |
| 8-05 | 96  | Podkowy, zmywarki do naczyń, wędki węglowe, mrożona pizza                                 | Horseshoes, Dishwashers, Graphite Fly Rods, Frozen Pizzas                   |
| 8-06 | 97  | Tłoki, wałki malarskie, spadochrony, kominy                                               | Pistons, Paint Rollers, Parachutes, Chimneys                                |
| 8-07 | 98  | Naboje CO2, precle, podnośniki nożycowe, lodowiska                                        | CO2 Cartridges, Pretzels, Scissor Lifts, Skating Rinks                      |
| 8-08 | 99  | Profesjonalne kije do hokeja, brązowienie butów, bieżnie, terminale elektroniczne         | Pro Hockey Sticks, Bronzed Shoes, Treadmills, Handheld Computers            |
| 8-09 | 100 | Motocykle, rury gliniane, pałki perkusyjne, gwizdki                                       | Motorcycles, Clay Pipes, Drumsticks, Whistles                               |
| 8-10 | 101 | Kajdanki, masy szpachlowe, zbiorniki na propan, Rekonstrukcja twarzy na podstawie czaszki | Handcuffs, Caulking Compound, Propane Tanks, Forensic Facial Reconstruction |
| 8-11 | 102 | Futra, karawany, latarnie uliczne, tee do golfa                                           | Fur Coats, Hearses, Outdoor Lighting Fixtures, Golf Tees                    |
| 8-12 | 103 | Kołowrotki wędkarskie, Miniaturowe domy, miksery kuchenne cz.1, miksery kuchenne cz.2     | Fishing Reels, Miniature Houses, Kitchen Mixers #1, Kitchen Mixers #2       |
| 8-13 | 104 | Pokrywy włazów, okapy kuchenne, brykiet, skutery śnieżne                                  | Manhole Covers, Range Hoods, Artificial Logs, Snowmobiles                   |

### Sezon 9
| Nr   | Lp. | Polski tytuł (przedmioty)                                                                              | Angielski tytuł (przedmioty)                                                 |
| ---- | --- | --- | ---------------------------------------------------------------------------- |
| 9-01 | 105 | Ogromne opony, serniki, wiosła do kajaków, globusy                                                     | Solid Tires, Cheesecake, Canoe Paddles, Globes                               |
| 9-02 | 106 | Bumerangi, grille, automaty do gry we flipera, światła stroboskopowe.                                  | Boomerangs, Barbecues, Pinball Machines, Strobe Lights                       |
| 9-03 | 107 | drewniane miski, piła mechaniczna, wklęsłe chipsy, łopatki wirnika sprężarki silnika turboodrzutowego  | Wooden Bowls, Chainsaws, Stackable Potato Chips, Jet Compressor Blades       |
| 9-04 | 108 | Stalowa wełna, piekarniki dwukomorowe, ręcznie zdobione świece, automaty do gry                        | Steel Wool, Ranges, Carved Candles, Slot Machines                            |
| 9-05 | 109 | Matryce CCD, posiłki w samolotach, papierowe kubki, trąbki                                             | CCD Semiconductors, Airline Meals, Paper Cups, Trumpets                      |
| 9-06 | 110 | Kłódki, maszynki do strzyżenia, chodaki, skóra syntetyczna                                             | Padlocks, Hair Clippers, Wooden Shoes, Synthetic Leather                     |
| 9-07 | 111 | Kadłuby łodzi wioślarskich, Zlewozmywaki, skóra, elektryczne gitary hawajskie                          | Racing Shells, Stainless Steel Sinks, Leather, Pedal Steel Guitars           |
| 9-08 | 112 | Miecze, łodzie pontonowe, zegary szafkowe, bezpieczniki topikowe                                       | Swords, Pontoons, Grandfather Clocks, Fuses                                  |
| 9-09 | 113 | Zderzaki, fotograficzne folie i filtry, modele z napędem parowym, cukrowe laski                        | Bumpers, Lighting Gels And Camera Filters, Steam Powered Models, Candy Canes |
| 9-10 | 114 | Parasole, silniki zaburtowe, srebrne sztućce, taśmy miernicze                                          | Umbrellas, Outboard Motors, Silver Cutlery, Tape Measures                    |
| 9-11 | 115 | Skalpele, farby olejne, brytyjskie kaski policyjne, czekany                                            | Scalpels, Oil Paints, British Police Helmets, Ice Axes                       |
| 9-12 | 116 | Bekon, odśnieżarki, luksusowe samochody cz.1, luksusowe samochody cz.2                                 | Bacon, Snowblowers, Luxury Cars #1, Luxury Cars #2                           |
| 9-13 | 117 | Automatyczne skrzynie biegów, srebrne miniatury, Kosze do balonów na ogrzane powietrze, rzutki (darts) | Automatic Transmissions, Silver Miniatures, Hot Air Balloon Baskets, Darts   |

### Sezon 10
| Nr    | Lp. | Polski tytuł (przedmioty)                                                                   | Angielski tytuł (przedmioty)                                                                      |
| ----- | --- | ------------------------------------------------------------------------------------------- | ------------------------------------------------------------------------------------------------- |
| 10-01 | 118 | Magnesy, Szynka, Platynowane czajniczki do herbaty, Manekiny do testów zderzeniowych        | Magnets, Cooked Ham, Silver Teapots, Crash Test Dummies                                           |
| 10-02 | 119 | Kamienie do curlingu, Lodówki, Aluminiowe kije do baseballa, Szkło witrażowe                | Curling Stones, Refrigerators, Aluminum Baseball Bats, Opalescent Glass                           |
| 10-03 | 120 | Poziomice, Parówki do hot dogów, Ścierniwo, Papier ścierny                                  | Levels, Hot Dogs, Abrasive Grains, Sandpaper                                                      |
| 10-04 | 121 | Lody, Drewniane kije golfowe, Skrzydła samolotu, Recykling akumulatorów kwasowo-ołowiowych  | Ice Cream Treats, Wooden Golf Clubs, Aircraft Wings, Car Battery Recycling                        |
| 10-05 | 122 | Samochodowe pompy paliwa, kije do krykietu, maszyny do rozmieniania pieniędzy, żeliwne rury | Automotive Fuel Pumps, Cricket Bats, Change Machines, Ductile Iron Pipe                           |
| 10-06 | 123 | Drewniane beczki, Hydranty przeciwpożarowe, Fotele samochodowe, Kineskopy                   | Wooden Barrels, Fire Hydrants, Automotive Seats, Cathode Ray Tubes                                |
| 10-07 | 124 | Stal nierdzewna, Kaski futbolowe, Figurki z żywicy, Szkło laboratoryjne                     | Stainless Steel, Football Helmets, Resin Figurines, Laboratory Glassware                          |
| 10-08 | 125 | Gaśnice przeciwpożarowe, Donaty, Amortyzatory, Banjo                                        | Fire Extinguishers, Doughnuts, Shock Absorbers, Banjos                                            |
| 10-09 | 126 | Manekiny, Śruby do łodzi, Kołdry, Krany                                                     | Dress Forms, Boat Propellers, Duvets, Faucets                                                     |
| 10-10 | 127 | Dzwony z brązu, Drewniane śmigła, Brykiet z węgla drzewnego, Kominki gazowe                 | Bronze Bells, Wooden Airplane Propellers, Charcoal Briquettes, Gas Log Fireplaces                 |
| 10-11 | 128 | Scyzoryki, Wyroby ze steatytu, Transformatory, Rakiety śnieżne                              | Pocket Knives, Soapstone Countertops and Sinks, Electric Pole Transformers, Traditional Snowshoes |
| 10-12 | 129 | Stalowe beczki, Policyjne gwizdki, Miniaturowe pociągi, Szklane pustaki (luksfery)          | Steel Shipping Drums, Police Whistles, Miniature Train Cars, Glass Blocks                         |
| 10-13 | 130 | Rożki do lodów, Przyczepy namiotowe, Pasta do butów, Szczypce                               | Ice Cream Cones, Tent Trailers, Shoe Polish, Pliers                                               |

### Sezon 11
| Nr    | Lp. | Polski tytuł (przedmioty)                                                                  | Angielski tytuł (przedmioty)                                            |
| ----- | --- | ------------------------------------------------------------------------------------------ | ----------------------------------------------------------------------- |
| 11-01 | 131 | Lornetki, Zimne ognie, Gumiaki, Piły tarczowe                                              | Binoculars, Sparklers, Rubber Boots, Circular Saw Blades                |
| 11-02 | 132 | Modele anatomiczne, Szafy grające, Kukurydziane chipsy, Świece zapłonowe                   | Anatomical Models, Jukeboxes, Tortilla Chips, Spark Plugs               |
| 11-03 | 133 | Ołówki, Recykling metalu, Kawa #1, Kawa #2                                                 | Pencils, Metal Recycling, Coffee #1, Coffee #2                          |
| 11-04 | 134 | Oszczepy, Zegary z kukułką, Serce palmowe, Wycieraczki                                     | Javelins, Cuckoo Clocks, Hearts of Palm, Windshield Wipers              |
| 11-05 | 135 | Szkło techniczne, Pralki, Karty do gry, Kusze                                              | Technical Glass, Washing Machines, Playing Cards, Crossbows             |
| 11-06 | 136 | Kamery filmowe, Szklane bombki choinkowe, Wielkie opony #1, Wielkie opony #2               | Cine Cameras, Glass Christmas Ornaments, Giant Tires #1, Giant Tires #2 |
| 11-07 | 137 | Mikrofony, Wanny z hydromasażem, Sztuczna trawa, Ceramiczne kufle                          | Microphones, Hot Tubs, Artificial Turf, Beer Steins                     |
| 11-08 | 138 | Hot Rody, Ozdobne jaja, Prądownice do węży strażackich, Piłki do baseballa                 | Hot Rods, Decorative Eggs, Firehose Nozzles, Baseballs                  |
| 11-09 | 139 | Akordeony, Ananasy, Sztuczne stawy #1, Sztuczne stawy #2                                   | Accordions, Pineapples, Artificial Joints #1, Artificial Joints #2      |
| 11-10 | 140 | Ogromne zawory, Sardynki, Barografy, Jednorazowe pieluszki                                 | Giant Valves, Sardines, Barographs, Disposable Diapers                  |
| 11-11 | 141 | Ostrza łyżew, Szybowce, Dzwonki, Węże pożarnicze                                           | Heated Skate Blades, Gliders, Handbells, Fire Hoses                     |
| 11-12 | 142 | Płyty indukcyjne, Wagi samochodowe, Kartony Tetra Pak, Harmonijki ustne                    | Introduction Cooktops, Truck Scales, Tetra Pak Container, Harmonicas    |
| 11-13 | 143 | Rękawice baseballowe, Elektrody medyczne, Kowbojskie kapelusze #1, Kowbojskie kapelusze #2 | Baseball Gloves, Medical Electrodes, Stetson Hats #1, Stetson Hats #2   |

### Sezon 12
| Nr    | Lp. | Polski tytuł (przedmioty)                                                                               | Angielski tytuł (przedmioty)                                                        |
| ----- | --- | --- | ----------------------------------------------------------------------------------- |
| 12-01 | 144 | Klucze pneumatyczne, Aglomarmur, Chipsy z plantanów, Samochody NASCAR                                   | Pneumatic impact wrenches, Cultured marble sinks, Plantain chips, NASCAR stock cars |
| 12-02 | 145 | Nożyce hydrauliczne, Sztuczne choinki, Krakersy, Klucze z grzechotką                                    | Jaws of life, Artificial christmas trees, Soda crackers, Ratchets                   |
| 12-03 | 146 | Termometry, Wagi sprężynowe, Malowanie samolotów, Luksusowe czekoladki                                  | Thermometers, Produce scales, Aircraft painting, Luxury chocolates                  |
| 12-04 | 147 | Gaźniki, Klimatyzatory, Cukier (1), Cukier (2)                                                          | Carburetors, Air conditioners, Sugar (1), Sugar (2)                                 |
| 12-05 | 148 | Klucze płasko-oczkowe, Luksusowe wędliny, Wózki golfowe, Sterowce                                       | Combination wrenches, Deli meats, Golf cars, Airships                               |
| 12-06 | 149 | Części samochodowe z włókna węglowego, Elektryczne suszarki do rąk, Włókno poliestrowe z odzysku, Polar | Carbon fibre car parts, Hand dryers, Recycled polyester yarn, Fleece                |
| 12-07 | 150 | Odznaki policyjne, Mufinki, Myjnie samochodowe, Ciśnieniomierze                                         | Police badges, Muffins, Car washes, Pressure gauges                                 |
| 12-08 | 151 | Wykrywacze metalu, Rum, Lampy witrażowe, Silniki samolotowe                                             | Metal detectors, Rum, Tiffany reproductions, Aircraft engines                       |
| 12-09 | 152 | Samojezdne kosiarki, Prażona kukurydza, Regulowane łóżka, Sztuczne diamenty                             | Riding mowers, Popcorn, Adjustable beds, Cultured diamonds                          |
| 12-10 | 153 | Przyczepy kempingowe Airstream, Chrzan, Przemysłowe kotły parowe, Dezodoranty                           | Airstream trailers, Horseradish, Industrial steam boilers, Deodorant                |
| 12-11 | 154 | Wkrętaki, Małe ładowarki gąsienicowe, Wagi lekarskie, Pałki baseballowe z włókna węglowego              | Screwdrivers, Compact track loaders, Physician scales, Carbon fibre bats            |
| 12-12 | 155 | Ruchome schody, Kevlarowe canoe, Kozi ser, Pozytywki                                                    | Escalators, Kevlar canoes, Goat cheese, Disc music boxes                            |
| 12-13 | 156 | Silniki motocyklowe, Ozdoby z emaliowanego szkła, Papier czerpany, Tyczki do skoku o tyczce             | Motorcycle engines, Glass enamel sculptures, Hand-made paper, Vaulting poles        |

### Sezon 13
| Nr    | Lp. | Polski tytuł (przedmioty)                                                                             | Angielski tytuł (przedmioty)                                                                   |
| ----- | --- | --- | ---------------------------------------------------------------------------------------------- |
| 13-01 | 157 | Młotek, Szwajcarski Ser, Wrotki, Kredki Ołówkowe                                                      | Hammers, Swiss Cheese, Roller Skates, Coloured Pencils                                         |
| 13-02 | 158 | Rowery z włókna węglowego, Produkty krwiopochodne, Stylowe żyrandole, Długopisy kulkowe               | Carbon Fiber Bicycles, Blood Products, Forged Chandeliers, Ballpoint Pens                      |
| 13-03 | 159 | Scyzoryki armii szwajcarskiej, Taśmy do pianoli, Tankowce, Sportowe felgi                             | Swiss Army Knives, Piano Player Rolls, Oil Tankers, Racing Wheels                              |
| 13-04 | 160 | Kule do kręgli, Słupki balwierskie, Filc, Radary pistoletowe                                          | Bowling Balls, Barber Poles, Felt, Radar Guns                                                  |
| 13-05 | 161 | Miedziane kształtki hydrauliczne, Pozytywki, Młynki do pieprzu, Kolumny kierownicy                    | Copper Pipe Fittings, Cylinder Music Boxes, Pepper Mills, Hot Rod Steering Columns             |
| 13-06 | 162 | Koła zębate, Skórzane paski do zegarków, Naczynia ze szkła laminowanego, Nożyce kuchenne              | Gears, Leather Watchbands, Vitrelle Dishes, Kitchen Shears                                     |
| 13-07 | 163 | Szybkowary, Mechaniczne ptaszki, Automatyczne boje oceaniczne, Stalowe cysterny                       | Pressure Cookers, Mechanical Singing Birds, Oceanographic Buoys, Stainless-Steel Tank Trailers |
| 13-08 | 164 | Aluminiowe łodzie, Rogi alpejskie, Luksusowe zegarki (1), Luksusowe zegarki (2)                       | Aluminium (Aluminum) Boats, Alpine Horns, Luxury Watches (1), Luxury Watches (2)               |
| 13-09 | 165 | Quady, Narty zjazdowe, Laserowe wycinarki, Marmurowe rzeźby                                           | ATVs, Alpine Skis, Laser Cutters, Marble Sculptures                                            |
| 13-10 | 166 | Klucze nasadowe, Skórzane buty, Aluminiowe bidony, Łańcuchy rowerowe                                  | Socket Sets, Leather Shoes, Aluminum Water Bottles, Bike Chains                                |
| 13-11 | 167 | Drewniane rzeźby, Współczesne stalowe sztućce, Dzwonki dla krów, Wieczne pióra                        | Carved Wood Sculptures, Flatware, Cow Bells, Fountain Pens                                     |
| 13-12 | 168 | Oliwa z oliwek, Wózki widłowe, Bezszwowe walcowane pierścienie, Buty narciarskie                      | Olive Oil, Lift Trucks, Seamless Rolled Rings, Ski Boots                                       |
| 13-13 | 169 | Profesjonalne naczynia do gotowania, Intrasjowane szkatułki, Wysokowydajne podgrzewacze wody, Skutery | Professional Cookware, Luxury Inlaid Boxes, High-Efficiency Water Heaters, Scooters            |

### Sezon 14
| Nr    | Lp. | Polski tytuł (przedmioty)                                                                                         | Angielski tytuł (przedmioty)                                                                    |
| ----- | --- | --- | ----------------------------------------------------------------------------------------------- |
| 14-01 | 170 | Minimotocykle, Ciastka figowe, Skrzynki narzędziowe, Rury gięte                                                   | Mini GP Motorcycles, Fig cookies, Tool boxes, Pipe bends                                        |
| 14-02 | 171 | Repliki rewolwerów zachodnich, Treningowe łuki, Piece na przepracowany olej, Obieraczki do warzyw i noże do pizzy | Western revolver replicas, Arc trainers, Used-oil furnaces, Vegetable peelers and pizza cutters |
| 14-03 | 172 | Kije golfowe metalowe, Gofry, Przewody specjalistyczne, Koła pociągu                                              | Metal golf clubs, Waffles, Custom wires and cables, Train wheels                                |
| 14-04 | 173 | Żagle, Orzechy włoskie, Blokady na koła, Panele o strukturze plastra miodu                                        | Sails, Walnuts, Wheel immobilizers, Honeycomb structural panels                                 |
| 14-05 | 174 | Deski do surfingu, Naklejki, Markizy, Dachówki betonowe                                                           | Surfboards, Stickers, Sandwich cookies, Concrete roofing tiles                                  |
| 14-06 | 175 | Gogle narciarskie, Żurawie wieżowe, Figurki porcelanowe, Silniki Diesla                                           | Ski goggles, Tower cranes, Porcelain figurines, Diesel engines                                  |
| 14-07 | 176 | Oliwki faszerowane, Astrolabia, Siodła zachodnie 1, Siodła zachodnie 2                                            | Stuffed olives, Astrolabes, Western saddles 1, Western saddles 2                                |
| 14-08 | 177 | Buty do biegania robione na zamówienie, Siekiery, Gokarty, Animatronika                                           | Custom running shoes, Axes, Racing karts, Animatronics                                          |
| 14-09 | 178 | Słuchawki, Automaty oddechowe, Żarówki do reflektorów 1, Żarówki do reflektorów 2                                 | Headphones, Diving regulators, Reflector light bulbs 1, Reflector light bulbs 2                 |
| 14-10 | 179 | Kołowrotki muchowe, Farby do malowania ścian, Krosna tkackie, Maszyny do lodu                                     | Fly fishing reels, House paint, Weaving looms, Ice makers                                       |
| 14-11 | 180 | Ołowy grafitowe, Klarnety, Efekty specjalne 1, Efekty specjalne 2                                                 | Graphite pencil leads, Clarinets, Special effects 1, Special effects 2                          |
| 14-12 | 181 | Łodzie z napędem śmigłowym, Cebule, Trójwymiarowy druk metali, Krzywe drzwiczki do szafek                         | Air boats, Onions, 3D metal printing, Curved cabinet doors                                      |
| 14-13 | 182 | Długopisy składane, Sól słoneczna, Tuby 1, Tuby 2                                                                 | Retractable ballpoint pen, Solar salt, Tubas 1, Tubas 2                                         |

### Sezon 15
| Nr    | Lp. | Polski tytuł (przedmioty)                                                                           | Angielski tytuł (przedmioty)                                                                   |
| ----- | --- | --------------------------------------------------------------------------------------------------- | ---------------------------------------------------------------------------------------------- |
| 15-01 | 183 | Kawior z listownicy, Luksusowe żaglówki, Korony dentystyczne, Silniki wysokowydajne                 | Kelp caviar, Luxury sailboats, Dental crowns, High performance engines                         |
| 15-02 | 184 | Skórzane aktówki, Samoloty rolnicze, Whiskey kukurydziane, Sprzęgła do samochodów wyścigowych       | Leather briefcases, Crop dusters, Corn whisky, Drag racing clutches                            |
| 15-03 | 185 | Szyny pociągu, Odsalanie wody, Wyścigowe wózki inwalidzkie, Parkiety                                | Train rails, Desalinated water, Racing wheelchairs, Parquetery                                 |
| 15-04 | 186 | Symulatory lotu, Tradycyjne oprawy książek, Pomidory szklarniowe, Żaluzje przeciwhuraganowe         | Flight simulators, Traditional bookbindings, Greenhouse tomatoes, Hurricane proof shutters     |
| 15-05 | 187 | Sos worcestershire, Kule do gry w bowls, Samoloty zdalnie sterowane 1, Samoloty zdalnie sterowane 2 | Worcestershire sauce, Lawn bowls, Radio controlled model jets 1, Radio controlled model jets 2 |
| 15-06 | 188 | Fajki, Sprzęty wspinaczkowe, Siodła rowerowe skórzane, Luksusowe samochody sportowe                 | Pipes, Rock climbing gear, Leather bike saddles, Luxury sports cars                            |
| 15-07 | 189 | Repliki żywności, Rozstawiacz pachołekpachołków drogowych, Konie na biegunach, Taksówki londyńskie  | Replica foods, Traffic cone dispensers, Rocking horses, London taxis                           |
| 15-08 | 190 | Meble miniaturowe, Ogrodowe lokomotywy parowe, Poduszkowce, Rowery składane                         | Miniature furniture, Garden steam locomotives, Hovercraft, Folding bicycles                    |
| 15-09 | 191 | Piły ząbkowane, Haggis, Bronie kolekcjonerskie 1, Bronie kolekcjonerskie 2                          | Crosscut saws, Haggis, Collectible firearms 1, Collectible firearms 2                          |
| 15-10 | 192 | Torebki ze skóry alligatora, Szafki, Strugi, Czarne skrzynki                                        | Alligator bags, Lockers, Bench planes, Deployable flight recorders                             |
| 15-11 | 193 | Chwytaki, Dystrybutory, Sanki dla psów, Buty sportowe                                               | Grapples, Flavourings, Dog sleds, Athletic shoes                                               |
| 15-12 | 194 | Kable kręte, Samochody sportowe z drewnianą ramą, Sushi 1, Sushi 2                                  | Retractile cords, Wood frame sports cars, Sushi 1, Sushi 2                                     |
| 15-13 | 195 | Portfele skórzane, Waltornie, Sos sojowy, Samochody dla dzieci                                      | Leather wallets, French horns, Soy sauce, Children’s ride on cars                              |

### Sezon 16
| Nr    | Lp. | Polski tytuł (przedmioty)                                                                             | Angielski tytuł (przedmioty)                                           |
| ----- | --- | --- | ---------------------------------------------------------------------- |
| 16-01 | 196 | Ozdobne przyciski do papieru ze szkła Millefiori, Sól drogowa, Dziadki do orzechów, Drzwi samochodowe | Millefiori glass paperweight, Road salt, Nutcrackers, Car doors        |
| 16-02 | 197 | Brzytwy, Kaszanka, Kierownice samochodowe, Barwniki nieorganiczne                                     | Straight razors, Black pudding, Steering wheels, Inorganic pigments    |
| 16-03 | 198 | Naczynie kuchenne żeliwne, Biodiesel, Wieszaki, Izolacja z wełny skalnej                              | Cast iron cookware, Biodiesel, Clothes hangers, Stone wool insulation  |
| 16-04 | 199 | Igły i szpilki, Ozdobne sztukaterie, Lokomotywy, Spinacze do bielizny                                 | Needles and pins, Architectural mouldings, Locomotives, Clothespins    |
| 16-05 | 200 | Szkło filigranowe, Pokarm dla rybek, Kampery 1, Kampery 2                                             | Filigree glass, Fish food, Motor homes 1, Motor homes 2                |
| 16-06 | 201 | Narzędzia chirurgiczne, Keczup, Autobusy piętrowe, Drewniane laski                                    | Surgical instruments, Ketchup, Double-decker buses, Walking sticks     |
| 16-07 | 202 | Lampy próżniowe, Belki świetlne(Lampy sygnałowo-ostrzegawcze), Modele samolotów, Werble               | Audio tubes, Light bars, Model aircraft, Metal snare drums             |
| 16-08 | 203 | Akcesoria kuchenne, Odkurzacze centralne, Zwierzęta z masy papierowej, Siłowniki hydrauliczne         | Kitchen accessories, Vacuums, Paper-mache, Hydraulic cylinders         |
| 16-09 | 204 | Gliniane karafki, Wędliny drobiowe, Silniki NASCAR 1, Silniki NASCAR 2                                | Liquor jugs, Deli meats, NASCAR engines 1, NASCAR engines 2            |
| 16-10 | 205 | Cyfrowa stomatologia, Obcinaczki do paznokci, Renowacja plakatów, Olej rzepakowy                      | Digital dentistry, Nail clippers, Poster restoration, Canola oil       |
| 16-11 | 206 | Termometry tarczowe, Hummus, Zbiorniki na zużyte paliwo nuklearne, Kapelusze słomiane                 | Dial thermometer, Hummus, Spent fuel container, Straw sombreros        |
| 16-12 | 207 | Tequila, Łóżka wodne, Klapki „japonki”, Srebro                                                        | Tequila, Waterbeds, Flip flops, Silver                                 |
| 16-13 | 208 | Kompozytowe zbiorniki na propan, Salsa, Wiatraki pompujące wodę, Dragstery                            | Composite propane cylinders, Salsa, Water-pumping windmills, Dragsters |

### Sezon 17
| Nr    | Lp. | Polski tytuł (przedmioty)                                                                       | Angielski tytuł (przedmioty)                                                                          |
| ----- | --- | ----------------------------------------------------------------------------------------------- | --- |
| 17-01 | 209 | Kapelusze dekoracyjne, Sosy do sałatek, Kapiszony, Medycyna regenerująca                        | Decorative sombreros, Salad dressings, Cap guns, Regenerative medicine                                |
| 17-02 | 210 | Tarki do sera, Sos ostry, Biżuteria srebrna, Fotele meksykańskie                                | Cheese graters, Hot sauce, Silver jewellery, Traditional Mexican chair                                |
| 17-03 | 211 | Strzelanki myśliwskie, Majonez, Żyletki tradycyjne, Maszynki do golenia motylek                 | Game calls, Mayonnaise, Traditional razor blades, Butterfly safety razors                             |
| 17-04 | 212 | Tortille kukurydziane, Wały korbowe i wałki rozrządu, Samoloty trawowe, Koła rowerowe aluminowe | Corn tortillas, Crankshafts and camshafts, Bush planes, Aluminum bike wheel                           |
| 17-05 | 213 | Kajaki składane, Pinaty, Śmieciarki, Płyty ceramiczne hamulców                                  | Folding kayaks, Pinatas, Garbage trucks, Ceramic composite brake discs                                |
| 17-06 | 214 | Rurki wafla, Granulki drewniane, Sygnety cz. 1, Sygnety cz. 2                                   | Rolled wafers, Wood pellets, Class and championship rings part 1, Class and championship rings part 2 |
| 17-07 | 215 | Łyżwy szybkie, Kauczuk syntetyczny, Ziarna kakaowca, Masa czekoladowa                           | Speed skates, Synthetic rubber, Cocoa beans, Bulk chocolate                                           |
| 17-08 | 216 | Kierownice drewniane, Rurki benzynowe Aerospace, Szarlotki, Kaloryfery                          | Custom steering wheels, Aerospace fuel lines, Apple pies, Household radiators                         |
| 17-09 | 217 | Bicze, Automaty na pizze, Stożki kadzidłowe, Wirniki odrzutowe                                  | Whips, Automatic pizza makers, Incense cones, Model jet engines                                       |
| 17-10 | 218 | Ozdoby żywicowe, Fotografia fleszowa, Burak cukrowy, Samochody napędzone elektrycznością        | Heather gems, Instant film, Beet sugar, Electric roadsters                                            |
| 17-11 | 219 | Podwodne roboty, Lazania, Wycinarki, Kijki narciarskie i trekkingowe                            | Underwater robots, Lasagne, Band saws, Ski and trekking poles                                         |
| 17-12 | 220 | Belki laminowane drewniane, Jeepy, Burgery warzywne, Świdry tnące drewno                        | Laminated wood beams, Sport utility vehicles, Veggie burgers, Wood boring augers                      |
| 17-13 | 221 | Turbosprężarki, Enchilady, Zegarki część 1, Zegarki część 2                                     | Turbochargers, Enchiladas, Watches part 1, Watches part 2                                             |

### Sezon 18
| Nr    | Lp. | Polski tytuł (przedmioty)                                                                                 | Angielski tytuł (przedmioty)                                                                 |
| ----- | --- | --- | -------------------------------------------------------------------------------------------- |
| 18-01 | 222 | Szyby opatentowane, Bagaże metalowe, Animacja metodą brytyjską część 1, Animacja metodą brytyjską część 2 | Patterned glass panels, Road cases, Stop-frame animation part 1, Stop-frame animation part 2 |
| 18-02 | 223 | Liny druciane przemysłowe, Ogrodzenia roślinne, Aparaty XIX wieczne, Dekoracje klejnotowe                 | Industrial wire ropes, Living walls, Large format cameras, Gemstones                         |
| 18-03 | 224 | Monety czekoladowe, System podgrzewania podłóg, Samochody pedałowe, Miecze lateksowe                      | Chocolate coins, Floor heating system, Pedal cars, Latex swords                              |
| 18-04 | 225 | Kawior farmowy, Manyfoldy, Kurtki motocyklowe, Łopaty kute                                                | Farmed caviar, Intake manifolds, Motorcycle jackets, Forged spades                           |
| 18-05 | 226 | Figury woskowe, Markizy, Herbatniki dwunadzieniowe, Kufle pewterowe                                       | Wax figures, Awnings, Sandwich crackers, Pewter tankards                                     |
| 18-06 | 227 | Spinki do mankietu, Przekładance borówkowe, Deski rozdzielcze, Garncarstwo                                | Cufflinks, Blueberry turnovers, Dashboards, Pottery                                          |
| 18-07 | 228 | Repliki ryb, Systemy syrenowe, Kanapki przedpakowane, Świeczniki                                          | Fish replicas, Siren systems, Pre-packaged sandwiches, Candlesticks                          |
| 18-08 | 229 | Szczotki do fajek, Ser niebieski stylton, Mierniki elektryczne, Teleskopy                                 | Pipe cleaners, Blue stilton cheese, Smart electric meters, Telescopes                        |
| 18-09 | 230 | Samochody wyścigowe, Placki wieprzowe, Fontanny, Ozdoby z kamienia sztucznego                             | Rally cars, Pork pies, Floating fountains, Artificial stone ornaments                        |
| 18-10 | 231 | Budyń tapiokowy, Pługi śnieżne, Łodzie wiosłowe, Włóknocement                                             | Tapioca pudding, Snow plows, Paddle boats, Fibre cement siding                               |
| 18-11 | 232 | Opakowania foliowe, Krajalnica do mięsa, Ostrygi, Wiatrowskazy                                            | Blister packs, Deli slicer, Oysters, Weathervanes                                            |
| 18-12 | 233 | Kapelusze, Podgrzewacze wodne słoneczne, Drożdzówki, Głośniki elektrostatyczne                            | Top & boler hats, Solar water heaters, Sticky buns, Electrostatic speakers                   |
| 18-13 | 234 | Gramofony, Silniki parowe, Produkty na plac zabaw, Patelnie teflonowe                                     | Turntables, Steam engines, Playground equipment, Teflon pans                                 |

### Sezon 19
| Nr    | Lp. | Polski tytuł (przedmioty)                                                              | Angielski tytuł (przedmioty)                                                |
| ----- | --- | -------------------------------------------------------------------------------------- | --------------------------------------------------------------------------- |
| 19-01 | 235 | Widły ogrodowe, Angielskie toffi, Farbowe karty elektroniczne, Babki                   | Garden forks, English Toffee, Paint Chip Cards, Bundt Pans                  |
| 19-02 | 236 | Cynowe piersiówki, Sałatka ziemniaczana, Ogniwa paliwowe hydrogenowe, Drewniany siding | Pewter flasks, Potato salad, Hydrogen fuel cells, Engineered wood siding    |
| 19-03 | 237 | Namioty z płótna, Fajki pokoju, Płatki pszenne, Armaty                                 | Canvas wall tents, Peace pipes, Shredded wheat cereals, Cannons             |
| 19-04 | 238 | Przynęty myśliwskie robotów, Pomidory konserwowe, Tablice wyników, Lassa               | Robotic hunting decoys, Canned tomatoes, Scoreboards, Lassos                |
| 19-05 | 239 | Trawy z rolki, Suszona wołowina, Maszyny do drewna, Kręgle                             | Turf grass, Beef jerky, Wood chippers, Bowling pins                         |
| 19-06 | 240 | Narzędzia wielofunkcyjne, Olej jojoba, Marionetki cz.1, Marionetki cz.2                | Multi-tools, Jojoba oil, Marionettes (1), Marionettes (2)                   |
| 19-07 | 241 | Wabiki rybne, Cyfryzacja filmów, Piece cylindrowe, Słupy świetlne betonowe             | Fish decoys, Film digitization, Cylinder stoves, Concrete light poles       |
| 19-08 | 242 | Rowery bambusowe, Sztuka piłą mechaniczną, Miętówki, Skrzynia biegów motocykla         | Bamboo bicycles, Chainsaw art, Breath mints, Manual motorcycle transmission |
| 19-09 | 243 | Zastawa, Zbiorniki hamulcowe, Płatki mrożone, Skamieniałości                           | Dinnerware, Air brake tanks, Frosted cereal, Fossils                        |
| 19-10 | 244 | Glina, Śliwki, Ostrogi, Opony polietyranowe                                            | Clay, Pitted prunes, Spurs, Polyurethane tires                              |
| 19-11 | 245 | Paralizatory, Zupa konserwowa, Drumle i łuki ustne, Trampoliny                         | Tasers, Canned soup, Jaw harps and mouth bows, Springboards                 |
| 19-12 | 246 | Dywany nawahów, Nafta, Kalejdoskopy, Tytanowe implanty dentystyczne                    | Navajo rugs, Crude oil, Kaleidoscopes, Titanium dental implants             |
| 19-13 | 247 | Kosmiczne długopisy, Akwaria rafowe, Metalowe trumny, Koła rowerowe                    | Space pens, Reef aquariums, Metal caskets, Composite bicycle wheels         |

### Sezon 20
| Nr    | Lp. | Polski tytuł (przedmioty)                                                                   | Angielski tytuł (przedmioty)                                                |
| ----- | --- | ------------------------------------------------------------------------------------------- | --------------------------------------------------------------------------- |
| 20-01 | 248 | Bębny lecznicze, Rodzynki, Przeglądarki stereoskopowe, Mikrofony                            | Native healing drums, Raisins, Stereoscopic viewers, Ribbon microphones     |
| 20-02 | 249 | Wędzidła, Płatki owsiane, Biżuteria turkusowa, Skutery elektryczne                          | Horse bits, Oat cereal, Turquoise jewellery, Electric scooters              |
| 20-03 | 250 | Cążki do paznokci, Puttery żadeitowe, Cydr lodowy, Narty wodne                              | Nail nippers, Jade putters, Ice cider, Water skis                           |
| 20-04 | 251 | Dyliżanse, Reflektory drogowe, Garncarstwo palone, Zbiorniki motocyklowe ulepszone          | Stagecoaches, Road reflectors, Fire baked pottery, Custom motorcycle tanks  |
| 20-05 | 252 | Repliki fajek glinanych, Fontanny pitne, Likier pomarańczowy, Łuki bloczkowe                | Replica clay pipes, Drinking fountains, Orange liqueur, Compound bows       |
| 20-06 | 253 | Chusteczki, Przyczepy podróżne, Kapcie, Hełmy motocyklowe                                   | Tissues, Travel trailers, Slippers, Motorcycle helmets                      |
| 20-07 | 254 | Zamki U, Tipi, Rogale, Bagaż rolkowy                                                        | U locks, Tepees, Croissants, Rolling luggage                                |
| 20-08 | 255 | Wózki dziecięce, Domy budowlane fabrycznie, Flet drewniany, Opony rowerowe                  | Prams, Factory-built homes, Wood flutes, Bicycle tires                      |
| 20-09 | 256 | Degażówki, Koła wozu, Ciasteczka tostowe, Smyczki                                           | Thinning shears, Wagon wheels, Toaster pastries, Violin bows                |
| 20-10 | 257 | Wanny żeliwne, Lalki hopi kachiny, Przebudowa silnika ciężarówki kopalnianej, Karty pamięci | Cast iron tubs, Hopi kachina dolls, Mine truck engine rebuild, Memory cards |
| 20-11 | 258 | Buty kolarskie, Jurty, Sklejka morska, Olej i farba enkaustyczna                            | Cycling shoes, Yurts, Marine plywood, Oil & Encaustic paint                 |
| 20-12 | 259 | Wachlarze papierowe, Olej z orzechów włoskich, Miedź cz.1, Miedź cz.2                       | Paper fans, Walnut oil, Copper Part 1, Copper Part 2                        |
| 20-13 | 260 | Struny, Absynt, Sprzączki do pasów, Zamki dźwigniowe                                        | Gut strings, Absinthe, Belt buckles, Lever locks                            |

### Sezon 21
| Nr    | Lp. | Polski tytuł (przedmioty)                                                                      | Angielski tytuł (przedmioty)                                                            |
| ----- | --- | ---------------------------------------------------------------------------------------------- | --------------------------------------------------------------------------------------- |
| 21-01 | 261 | Rękawice gumowe, Rzeźbienia mydlane, Szafy lotnicze, Zamki hamulcowe motocykla                 | Rubber gloves, Soap carvings, Aircraft cabinets, Motorcycle brake locks                 |
| 21-02 | 262 | Rogi proszkowe, Formy ręczne, Pierogi, Dętki                                                   | Powder horns, Handcrafted moulds, Perogies, Inner tubes                                 |
| 21-03 | 263 | Koronka, Repliki ram antycznych, Orchideje, Piasty                                             | Lace, Antique frame replicas, Orchids, Unicycle wheel hubs                              |
| 21-04 | 264 | Zewnętrzne twarde dyski, Mrożona krewetka, Pudła ryżowe tajskie, Ręcznik papierowy             | External hard drives, Frozen shrimp, Thai rice boxes, Paper towels                      |
| 21-05 | 265 | Herbata, Kwiatony dachowe, Sztuczne kwiaty, Koła stopowe                                       | Tea, Roof finials, Artificial flowers, Alloy wheels                                     |
| 21-06 | 266 | Kapsułki żelowe, Bujaki sprężynowe, Mrożone naleśniki, Naturalna guma                          | Gel caps, Playground spring riders, Frozen pancakes, Natural rubber                     |
| 21-07 | 267 | Papierowe parasole, Węgiel, Siedzenia lotnicze, Urny kremacyjne                                | Paper umbrellas, Coal, Aircraft seats, Cremation urns                                   |
| 21-08 | 268 | Kajaki aluminiowe, Miski drewniane, Wany z wózkiem inwalidzkim, Marimby                        | Aluminium canoes, Wooden stave bowls, Wheelchair accessible vans, Marimbas              |
| 21-09 | 269 | Siedzenia samochodowe indy, Papierowe kwiaty, Generatory stojące cz.1, Generatory stojące cz.2 | Indy car seats, Paper flowers, Standby generators Part 1, Standby generators Part 2     |
| 21-10 | 270 | Zastępstwa kolan, Resory, Olej lawendowy, Nity i pistolety do nitów                            | Customized knee replacement, Leaf springs, Lavender essential oil, Rivets & Rivet tools |
| 21-11 | 271 | Piece żeliwne, Samolot ultralekki, Ratraki, Gumki                                              | Cast iron stoves, Ultralight aircraft, Snow groomers, Rubber bands                      |
| 21-12 | 272 | Krzesła golarskie, Pompy kanałowe, Daszki bimini, Filtry diesla                                | Barber chairs, Sewage pumps, Bimini boat tops, Diesel filters                           |
| 21-13 | 273 | Opony samochodowe, Jedwab, Konserwacja sztuk, Zbiorniki nurkowe                                | Car tires, Silk, Art conservation, Scuba tanks                                          |

### Sezon 22
| Nr    | Lp. | Polski tytuł (przedmioty)                                                                     | Angielski tytuł (przedmioty)                                                           |
| ----- | --- | --------------------------------------------------------------------------------------------- | -------------------------------------------------------------------------------------- |
| 22-01 | 274 | Segway, Mrożone owoce, Podstawki, Kute klamki do drzwi                                        | Electric Stand-up Vehicles (Segway), Frozen Fruit, Beer Coasters, Forged Door Handles  |
| 22-02 | 275 | Kruszarki do skał, Tekstylne abażury, Posypki do ciasta, Żelazka                              | Rock Crushers, Fabric Lampshades, Cake Sprinkles, Steam Irons                          |
| 22-03 | 276 | Kierownice samochodowe Indy, Mieszanki sałat, Turbiny wiatrowe cz. 1, Turbiny wiatrowe cz. 2  | Indy Steering Wheels, Mixed Salad, Wind Turbines (Part 1), Wind Turbines (Part 2)      |
| 22-04 | 277 | Drzwi pancerne, Szminka, Sztuczne palmy, Mosiężne plakiety                                    | Blast Doors, Lipstick, Artificial, Palm Trees, Brass Plaques                           |
| 22-05 | 278 | Włókno węglowe, Renowacja antycznych ram, Lokotraktory, Statuetki na maskę                    | Carbon Fibre, Antique Frame Restoration, Railcar Movers, Hood Ornaments                |
| 22-06 | 279 | Kozły i skrzynki narzędziowe, Sorbety, Autobusy szkolne cz. 1, Autobusy szkolne cz. 2         | Sawhorses & Toolboxes, Sorbet Pops, School Buses (Part 1), School Buses (Part 2)       |
| 22-07 | 280 | Szlifierki, Trójwymiarowe mapy, Tynk, Zwijane bramy                                           | Sanders, Solid Terrain Models, Stucco, High-Speed Roll-up Doors                        |
| 22-08 | 281 | Szkło prasowane, Naczepy pikapów, Przędza z alpagi, Nożyki                                    | Pressed Glass, Pickup Truck Caps, Alpaca Yarn, Utility Knives                          |
| 22-09 | 282 | Odlewy ludzkiego ciała, Płyty kuchenne z wyciągiem, Pończochy uciskowe, Elektryczne motocykle | Life Casting, Downdraft Cooktops, Compression Hosiery, Electric Motorcycles            |
| 22-10 | 283 | Przyczepy motocyklowe, Mrożone francuskie tosty, Sprężarki do lodówek, Sprężarki              | Motorcycle Sidecars, Frozen French Toast, Refrigerator Compressors, Superchargers      |
| 22-11 | 284 | Stabilizatory kolana, Klimatyzatory, Folie okienne, Rury wydechowe motocykli                  | Custom Knee Braces, Ductless Air Conditioners, Window Film, Motorcycle Exhaust Systems |
| 22-12 | 285 | Dyski SSD, Cień do powiek, Limuzyny, Młotki bezodrzutowe                                      | Solid State Drives, Eye Shadow, Limousines, Dead Blow Hammers                          |
| 22-13 | 286 | Opony dragsterów, Lukier, Pływające doki, Rury zwijane                                        | Dragsters Tires, Icing, Floating Docks, Spiral Pipes                                   |

### Sezon 23
| Nr    | Lp. | Polski tytuł (przedmioty)                                                                                                | Angielski tytuł (przedmioty)                                                                                  |
| ----- | --- | --- | --- |
| 23-01 | 287 | Czujniki ruchu, Przenośniki taśmowe, Hodowla bażantów, Hełmy nurkowe                                                     | Motion Sensors, Belt Loaders, Pheasant Breeding, Diving Helmets                                               |
| 23-02 | 288 | Skórzane abażury, Ciasteczka, Skanery rezonansu magnetycznego cz. 1, Skanery rezonansu magnetycznego cz. 2               | Rawhide Lampshades, Chocolate Chip Cookies, MRI Scanners (Part 1), MRI Scanners (Part 2)                      |
| 23-03 | 289 | Ekrany akustyczne, Pralki, Burbon, Giętkie obwody drukowane                                                              | Noise Barrier Walls, Front-Load Washers, Bourbon, Flexible Circuit Boards                                     |
| 23-04 | 290 | Mosty podkładu kolejowego, Filtry membranowe, Hydrauliczne sterowniki słupkowe, Dwupłaty                                 | Railway Bridge Ties, Membrane Filters, Hydraulic Post Drivers, Bi-planes                                      |
| 23-05 | 291 | Pralnia szpitalna, Renowacja instrumentów dętych, Repliki koni, Łyżki                                                    | Hospital Laundry, Brass Instrument Restoration, Horse Replicas, Excavation                                    |
| 23-06 | 292 | Ceramiczne kominki, Korki syntetyczne, Płyty podłogowe parkingowe cz. 1, Płyty podłogowe parkingowe cz. 2                | Ceramic Fireplaces, Synthetic Corks, Parking Garage Floor Slabs (Part 1), Parking Garage Floor Slabs (Part 2) |
| 23-07 | 293 | Czujniki ciśnienia oleju, Druki wielkoformatowe, Stymulatory ciężkiego sprzętu, Osłony głowy i szyi                      | Oil Pressure Sensors, Large Format Printing, Heavy Equipment Simulators, Head & Neck Restraints               |
| 23-08 | 294 | Mobilne sceny koncertowe, Tusz do rzęs, Górnicze kombajny, Drewniane pudełka na prezenty                                 | Mobile Concert Stages, Mascara, Continuous Miners, Wood Gift Boxes                                            |
| 23-09 | 295 | Nadwozia samochodowe NASCAR, Kije do hurlingu, Wzmacniacze lampowe, Termiczne dzbanki do kawy,                           | NASCAR Car Bodies, Hurley Sticks, Tube Power Amplifiers, Thermal Coffee Pots                                  |
| 23-10 | 296 | Stacje do ładowania pojazdów elektrycznych, Grappa, Repliki łazika księżycowego cz. 1, Repliki łazika księżycowego cz. 2 | Electric Vehicle Charging Stations, Grappa, Lunar Rover Replicas (Part 1), Lunar Rover Replicas (Part 2)      |
| 23-11 | 297 | Płyty łupkowe, Wózki do Hot Dogów, Otwieracze drzwi garażowych, Siodła rowerowe                                          | Slate Tiles, Hot Dog Carts, Garage Door Openers, Bicycle Seats                                                |
| 23-12 | 298 | Kombinezony skórzane, Wyparkowe wierze chłodnicze, Drewniane krzesła bujane, Koła szprychowe                             | Racing Leathers, Evaporative Cooling Towers, Wood Rocking Chairs, Wire Wheels                                 |
| 23-13 | 299 | Rowery górskie, Ryż, Karabiny dźwigniowe cz. 1, Karabiny dźwigniowe cz. 2                                                | Mountain Bikes, Rice, Lever Action Rifles (Part 1), Lever Action Rifles (Part 2)                              |

### Sezon 24
| Nr    | Lp. | Polski tytuł (przedmioty)                                                                           | Angielski tytuł (przedmioty)                                                                      |
| ----- | --- | --------------------------------------------------------------------------------------------------- | ------------------------------------------------------------------------------------------------- |
| 24-01 | 300 | Sauny, Windy wózków inwalidzkich, Dioramy cz. 1, Dioramy cz. 2                                      | Saunas, Wheelchair Lifts, Dioramas (Part 1), Dioramas (Part 2)                                    |
| 24-02 | 301 | Pianina, Flagi, Odkurzacze na sucho i mokro, Średniowieczne topory                                  | Upright Pianos, Flags, Wet/Dry Vacuums, Medieval Axes                                             |
| 24-03 | 302 | Lampy naftowe, Miętówki czekoladowe, Ogrzewanie podłogowe, Poduszki                                 | Oil Lamps, Chocolate Mints, Underfloor Heating, Pillows                                           |
| 24-04 | 303 | Repliki szkieletów, Wiadra do lodów i tace, Krzesła, Baseny podwórkowe                              | Skeletal Replicas, Ice Buckets & Servers, Dining Chairs, Inground Pools                           |
| 24-05 | 304 | Automatyczne drzwi przesuwne, Dżinn, Renowacja broni palnej cz. 1, Renowacja broni palnej cz. 2     | Automatic Sliding Doors, Gin, Firearms Restoration (Part 1), Firearms Restoration (Part 2)        |
| 24-06 | 305 | Latarki nurkowe, Sandały wiązane, Stymulatory samochodów wyścigowych, Drzwi z włókna szklanego,     | Scuba Diving Lights, Interchangeable Sandals, Race Car Simulators, Fibreglass Doors               |
| 24-07 | 306 | Drewniane okna, Tkany kaszmir, Maszyny do recyklingu tworzyw sztucznych, Szkło architektoniczne     | Wood Windows, Woven Cashmere Fabric, Plastic Recycling Machines, Architectural Glass              |
| 24-08 | 307 | Grille gazowe, Pokrowiec na materac, Protezy ucha cz. 1, Protezy ucha cz. 2                         | Gas Barbecues, Mattress Pads, Ear Prostheses (Part 1), Ear Prostheses (Part 2)                    |
| 24-09 | 308 | Deskorolki z recyklingu, Ciasto z nadzieniem, Naczepy budowlane, Imadła                             | Recycled Skateboards, Braided Pastry, Construction Trailers, Metalworking Vises                   |
| 24-10 | 309 | Klejnoty plazmowe, Śnieżne efekty specjalne, Renowacja fortepianu cz. 1, Renowacja fortepianu cz. 2 | Plasma Gems, Special Effects Snow, Piano Restoration (Part 1), Piano Restoration (Part 2)         |
| 24-11 | 310 | 3-kołowe rowery elektryczne, Krem do skóry, Grzejniki tarasowe, Drewniane koła szprychowe           | 3-Wheel Electric Bikes, Skin Cream, Patio Heaters, Wood Spoke Wheels                              |
| 24-12 | 311 | Kabury z Dzikiego Zachodu, Podwodne obudowy kamer, Napoje sojowe, Obcinaczki dla zwierząt           | Old West Holsters, Underwater Video Housings, Soy Beverages, Pet Nail Trimmers                    |
| 24-13 | 312 | Drewniane drzwi garażowe, Solarki, Animatroniczne dinozaury cz. 1, Animatroniczne dinozaury cz. 2   | Wood Garage Doors, Salt Spreaders, Animatronic Dinosaurs (Part 1), Animatronic Dinosaurs (Part 2) |

### Sezon 25
| Nr    | Lp. | Polski tytuł (przedmioty)                                                                              | Angielski tytuł (przedmioty)                                                                               |
| ----- | --- | --- | --- |
| 25-01 | 313 | Nagrody Grammy, Światła rowerowe, Baseny Stelażowe, Składane panele słoneczne                          | Grammy Awards, Bicycle Lights, Above-Ground Pools, Foldable Solar Panels                                   |
| 25-02 | 314 | Lampy sceniczne LED, Cydr, Cysterny do przewozu chemikali, Ozdobne kamienne podłogi                    | LED Stage Lights, Apple Cider, Chemical Tank Trailers, Ornate Stone Floors                                 |
| 25-03 | 315 | Linki wędkarskie, Mieszalniki, Naturalna soda oczyszczona, Samochody pomocy drogowej                   | Fishing Line, Industrial Mixers, Natural Baking Soda, Tow Trucks                                           |
| 25-04 | 316 | Szopy, Wentylatory przemysłowe, Papier do pieczenia, Ściany wspinaczkowe                               | Storage Sheds, Industrial Fans, Parchment Paper, Climbing Walls                                            |
| 25-05 | 317 | Prefabrykowane Ściany betonowe, Drukarki 3D, Dźwigi teleskopowe, Palniki naftowe                       | Precast Concrete Walls, 3D Printers, Telescopic Cranes, Kerosene Lamp Burners                              |
| 25-06 | 318 | Reflektory samochodowe, Wiertnice kierunkowe, Grzebienie dla zwierząt, Renowacja witraży               | Car Headlamps, Directional Drills, Pet Grooming Combs, Stained Glass Restoration                           |
| 25-07 | 319 | Ręczne robione narty, Szamba, Hydroformowane części podwozia, Okna akwariowe                           | Handcrafted Skis, Septic Tanks, Hydroformed Chassis Parts, Aquarium Windows                                |
| 25-08 | 320 | Hamulce do tyrolki, Lampy z jedwabiu, Prasy do siana, Wygodne buty                                     | Zip Line Brakes, Silk Fiber Lamps, Round Balers, Comfort Shoes                                             |
| 25-09 | 321 | Pojazdy opancerzone, Hale namiotowe, Trenażery wioślarskie, Powiększania rzeźb                         | Armored Vehicles, Tension Fabric Buildings, Rowers, Sculpture Enlargements                                 |
| 25-10 | 322 | Amotyzatory do rowerów górskich, Nić chirurgiczna, Suszarki do ziarna, Patelnie                        | Mountain Bike Suspensions, Surgical Sutures, Grain Dryers, Frying Pans                                     |
| 25-11 | 323 | Wiązania do nart zjazdowych, Myjki zanurzeniowe, Wentylacja górnicza, Temperówki                       | Downhill Ski Bindings, Immersion Parts Washers, Mining Ventilation, Pencil Sharpeners                      |
| 25-12 | 324 | Domki z piernika, Naczepy dla bydła, Przesuwne drzwi hangarowe, Figurki zabawki                        | Gingerbread Houses, Livestock Trailers, Bottom Rolling Hangar Doors, Toy Figurines                         |
| 25-13 | 325 | Słupy sygnalizacyjne, Filtry do kawy, Górnicze piły mechaniczne cz. 1, Górnicze piły mechaniczne cz. 2 | Traffic Signal Poles, Coffee Filters, Chainsaw Mining Machines (Part 1), Chainsaw Mining Machines (Part 2) |

### Sezon 26
| Nr    | Lp. | Polski tytuł (przedmioty)                                                                   | Angielski tytuł (przedmioty)                                                               |
| ----- | --- | ------------------------------------------------------------------------------------------- | ------------------------------------------------------------------------------------------ |
| 26-01 | 326 | Blokady czasowe, Ciastka brownie, Dozowniki palet, Kryształowe żyrandole                    | Time-Delay Locks, Brownies, Pallet Dispensers, Crystal Chandeliers                         |
| 26-02 | 327 | Druty oponowe, Mini pepperoni, Deszczownie nawadniające, Skórzane rękawiczki                | Bead Wire, Mini Pepperoni, Irrigation Sprinklers, Leather Gloves                           |
| 26-03 | 328 | Dmuchane szkło okienne, Pompy nawadniające, Sake, Pincety                                   | Mouth Blown Window Glass, Water Pumps, Sake, Tweezers                                      |
| 26-04 | 329 | Renowacja posągu, Statywy, Polskie kiełbasy, Spawarki kleszczowe                            | Statue Restoration, Tripods, Polish Sausages, Welding Guns                                 |
| 26-05 | 330 | Szampan, Bankomaty, Turbosprężarki okrętowe cz. 1, Turbosprężarki okrętowe cz. 2            | Champagne, ATMs, Marine Turbochargers (Part 1), Marine Turbochargers (Part 2)              |
| 26-06 | 331 | Ostrzałki stalowe, Pompy pęcherza, Deski do prasowania, Wiosła kajakowe                     | Sharpening Steels, Bladder Pumps, Ironing Board, Kayak Paddles                             |
| 26-07 | 332 | Kapsle i folie do szampana, Poczta pneumatyczna, Ekspresy do kawy, Piece do pizzy           | Champagne Hoods & Foils, Pneumatic Delivery Systems, Espresso Machines, Pizza Ovens        |
| 26-08 | 333 | Drzwi skrzydłowe i przesuwne, Odkurzacze parowe, Małe pizze, Szczotki obrotowe              | Stile and Rail Doors, Steam Cleaners, Hand-Held Pizzas, Power Brushes                      |
| 26-09 | 334 | Kółka przemysłowe, Torty weselne, Spektrometry TcH, Katamarany wyścigowe                    | Industrial Casters, Wedding Cake, Terahertz Spectrometers, Racing Catamarans               |
| 26-10 | 335 | Grille ceramiczne, Pneumatyczne dziurkacze, Fontanny wtryskowe, Drewniane deski do surfingu | Ceramic Grills, Pneumatic Punching Machines, Water Jet Fountains, Hollow Wooden Surfboards |
| 26-11 | 336 | Sita wibracyjne, Ciastka Whoopie, Drewniane słupy trakcyjne, Przenośniki rolkowe            | Vibrating Mining Screens, Whoopie Pies, Wood Utility Poles, Roller Conveyors               |
| 26-12 | 337 | Rowery treningowe, Cornish pasties (Pierogi), Maszyny do makaronów, Wyroby z łupków         | Exercise Bike, Cornish Pasties, Pasta Makers, Slate Products                               |
| 26-13 | 338 | Znaki kanału, Kombinezony piankowe, Samoloty aluminowe cz. 1, Samoloty aluminowe cz. 2      | Channel Signs, Wetsuits, Aluminum Aircraft (part 1), Aluminum Aircraft (part 2)            |

### Sezon 27
| Nr    | Lp. | Polski tytuł (przedmioty)                                                                                                  | Angielski tytuł (przedmioty)                                                                                            |
| ----- | --- | --- | --- |
| 27-01 | 339 | Maszyny montażowe CNC, Tarty cytrynowe, Miniaturowe figurki wojskowe cz. 1, Miniaturowe figurki wojskowe cz. 2             | CNC Assembly Machines, Lemon Tarts, Miniature War Figures (part 1), Miniature War Figures (part 2)                      |
| 27-02 | 340 | Zawory ciśnieniowe w cysternach, Candy wafers (cukierki), Ciężarówki z jedzeniem, Tradycyjne liny                          | Chemical Tank Pressure Vents, Candy Wafers, Food Trucks, Traditional Ropes                                              |
| 27-03 | 341 | Grafen, Najmniejszy samochód na świecie, Siłomierze, Puszki kompozytowe                                                    | Graphene, World’s Smallest Car, Force Testers, Composite Cans                                                           |
| 27-04 | 342 | Tuby LED, Batoniki czekoladowe z masłem orzechowym, Automatyczne dozowniki leków cz. 1, Automatyczne dozowniki leków cz. 2 | LED Tubes, Chocolate Peanut Butter Bars, Robotic Medication Dispensers (part 1), Robotic Medication Dispensers (part 2) |
| 27-05 | 343 | Drony, Ryby akwariowe, Sprzęty do czyszczenia pasów startowych, Lotki                                                      | Commercial Drones, Aquarium Fish, Runway Cleaners, Shuttlecocks                                                         |
| 27-06 | 344 | Moździerze i tłuczki, Środki do torów kręglarskich, Krematoria, Drewniane place zabaw                                      | Mortars and Pestles, Bowling Lane Conditioners, Crematories, Wood Playsets                                              |
| 27-07 | 345 | Drewniane zapałki, Agregaty talerzowe, Teleskopowe pomosty, Perły hodowlane                                                | Wooden Matches, Tillage Machines, Telescopic Gangways, Mabe Pearls                                                      |
| 27-08 | 346 | Spirale przeciwko komarom, Trzykołowe pojazdy solarne, Olej palmowy, Rozdrabniacze włókna szklanego                        | Mosquito Coils, Solar-Assist Tricycles, Palm Oil, Fiberglass Chopper Guns                                               |
| 27-09 | 347 | Drewniane zabawki, Retro tostery, Piece laboratoryjne, Aerożel                                                             | Wood Toys, Retro Toasters, Laboratory Furnaces, Aerogel                                                                 |
| 27-10 | 348 | Kwadraty pomiarowe, Hodowla krewetek, Zawory kulowe, Podkaszarki                                                           | Combination Squares, Farmed Shrimp, Ball Valves, String Trimmers                                                        |
| 27-11 | 349 | Prezerwatywy, Klasyczne wskaźniki samochodowe, Ciasto czekoladowo-truflowe, Czajniki turystyczne                           | Condoms, Classic Car Gauges, Chocolate Marble Truffle Cake, Ghillie Kettles                                             |
| 27-12 | 350 | Meble stylu chińskiego, Wyłączniki elektryczne, Tajski sos rybny, Kapslowniki                                              | Chinese Style Furniture, Electrical Switches, Thai Fish Sauce, Cappers                                                  |
| 27-13 | 351 | Zbiorniki olejów samochodów wyścigowych, Sztukaterie gipsowe, Olej z trawy cytrynowej, Uchwyty do much wędkarskich         | Race Car Oil Tanks, Plaster Moldings, Lemongrass Oil, Fly Tying Vises                                                   |

### Sezon 28
| Nr    | Lp. | Polski tytuł (przedmioty)                                                                          | Angielski tytuł (przedmioty)                                                                        |
| ----- | --- | -------------------------------------------------------------------------------------------------- | --------------------------------------------------------------------------------------------------- |
| 28-01 | 352 | Węgiel z orzechów kokosowych, Czujniki zegarowe, Stoły spawalniczo-szlifierskie, Stroiki do fagotu | Coconut Shell Charcoal, Dial Indicators, Wet Downdraft Tables, Bassoon Reeds                        |
| 28-02 | 353 | Tarcze makaronowe, Borówka, Toalety kompostujące, Ograniczniki przepięć                            | Pasta Dies, Blueberries, Composting Toilets, Surge Arresters                                        |
| 28-03 | 354 | Szlifierki kątowe, Kobiałki, Głośniki dookólne cz. 1, Głośniki dookólne cz. 2                      | Angle Grinders, Berry Baskets, Omnidirectional Speakers (part 1), Omnidirectional Speakers (part 2) |
| 28-04 | 355 | Ostrza golarek, Bochenki czekoladowo-bananowe, Automaty samoobsługowe, Komputery nurkowe           | Cartridge Blades, Chocolate Banana Loaves, Vending Machines, Dive Computers                         |
| 28-05 | 356 | Ultra cienkie szkło, Maszyny do demontażu palet, Babeczki, Bezszwowe rury ze stali niedrzewnej     | Ultra Thin Glass, Pallet Dismantling Machines, Cupcakes, Seamless Stainless Steel Tube              |
| 28-06 | 357 | Potas, Skórzane branzoletki, Dźiki ryż, Klucze imbusowe L                                          | Potash, Leather Bracelets, Wild Rice, Hex Key L Wrenches                                            |
| 28-07 | 358 | Pilniki z metalu, Brzozowe canoe, Dachy łodzi, Transformatory wysokiego napięcia                   | Metal Nail Files, Birch Bark Canoes, Boat Hardtops, High Voltage Circuit Breakers                   |
| 28-08 | 359 | Makaroniki, Kosze z igieł sosny, Mikromierze cz. 1, Mikromierze cz. 2                              | Macaroons, Pine Needle Baskets, Micrometers (part 1), Micrometers (part 2)                          |
| 28-09 | 360 | Endoskopy, Megafony, Uran cz. 1, Uran cz. 2                                                        | Endoscopes, Megaphones, Uranium (part 1), Uranium (part 2)                                          |
| 28-10 | 361 | Wirujące pompy dyskowe, Cukier palmowy, Jachty cz. 1, Jachty cz. 2                                 | Hollow Disk Pumps, Palm Sugar, Yachts (part 1), Yachts (part 2)                                     |
| 28-11 | 362 | Kolagen, Konwertery cyfrowo-analogowe, Drewniane listwy, Zszywacze kleszczowe                      | Collagen, Digital To Analog Converters, Wood Moldings, Plier Staplers                               |
| 28-12 | 363 | Tajskie grille, Maski i płetwy, Fagoty cz. 1, Fagoty cz. 2                                         | Thai Barbecues, Diving Masks & Fins, Bassoons (part 1), Bassoons (part 2)                           |
| 28-13 | 364 | Drewniane sztućce, Agregaty chłodnicze, Mokasyny, Elektryczne wiertarki udarowe                    | Wooden Utensils, Transport Refrigeration Units, Moccasins, Electronic Impact Drills                 |

### Sezon 29
| Nr    | Lp. | Polski tytuł (przedmioty)                                                                          | Angielski tytuł (przedmioty)                                                                        |
| ----- | --- | -------------------------------------------------------------------------------------------------- | --------------------------------------------------------------------------------------------------- |
| 29-01 | 365 | Kółka deskorolkowe, Baklawa i Galactoboureco, Pochłaniacze CO2, Świece z pszczelego wosku          | Skateboard Wheels, Baklava and Galactoboureko, CO2 Scrubbers, Honeycomb Candles                     |
| 29-02 | 366 | Nunofilc, Kruszarki bębnowe, Kimchi, Parkiet podłogowy                                             | Nuno Felt, Drum Crushers, Kimchi, Parquet Floors                                                    |
| 29-03 | 367 | Zegarki z drewnem, Stalowe rowery, Surowa karma dla psów, Repliki latarni policyjnych              | Wood Watches, Steel Bicycles, Raw Pet Food, Replica Police Lanterns                                 |
| 29-04 | 368 | Termoplastyczne hełmy pożarnicze, Rzeźby z wikliny, Palarnie kaw cz. 1, Palarnie kaw cz. 2         | Thermoplastic Fire Helmets, Basketry Sculptures, Coffee Roasters (Part 1), Coffee Roasters (Part 2) |
| 29-05 | 369 | Fotele biurowe, Winobrew, Regeneracja bębni szlifierskich, Litografie                              | Office Chairs, Vinobrew, Reconditioned Sander Drums, Lithographs                                    |
| 29-06 | 370 | Mieszki kominkowe, Calissons, Łodzie nurkowe cz. 1, Łodzie nurkowe cz. 2                           | Fireplace Bellows, Calissons, Diving Watercraft (Part 1), Diving Watercraft (Part 2)                |
| 29-07 | 371 | Pędzle artystyczne, Pogrzewacze DEF, Stoły do gier, Kinkiety ze szkła artystycznego                | Artist Brushes, DEF Tank Heaters, Game Tables, Art Glass Wall Sconces                               |
| 29-08 | 372 | Piłkarzyki, Mydło Marsylskie, Noże Laguiole cz. 1, Noże Laguiole cz. 2                             | Football Tables, Marseille Soap, Laguiole Knives (Part 1), Laguiole Knives (Part 2)                 |
| 29-09 | 373 | Latające rowery wodne, Czujniki położenia przepustnicy, Likier cynamonowy, Ręczne zdobione pilniki | Flying Water Bikes, Throttle Position Sensors, Cinnamon Cordial, Handmade Rasps                     |
| 29-10 | 374 | Berety, Pastis, Rowery stacjonarne cz. 1, Rowery stacjonarne cz. 2                                 | Berets, Pastis, Stationary Bikes (Part 1), Stationary Bikes (Part 2)                                |
| 29-11 | 375 | Zestawy bistro ze stali, Drukowanie typograficzne, Bambusowe lampy ceramiczne, Walcarki do asfaltu | Steel Bistro Sets, Letterpress Printing, Bamboo Ceramic Lights, Asphalt Compactors                  |
| 29-12 | 376 | Korki techniczne, Cynkowe rynny, Tradycyjna szynka baskijska, Rękawice do pelotu                   | Technological Corks, Zinc Gutters, Traditional Basque Ham, Chisteras                                |
| 29-13 | 377 | Kule do gry pentaque, Biofałmacełtyki, Rościełacze asfaltu, Baskijskie espadryle                   | Petanque Balls, Biologic Medicines, Asphalt Pavers, Basque Espadrilles                              |

### Sezon 30
| Nr    | Lp. | Polski tytuł (przedmioty)                                                                                 | Angielski tytuł (przedmioty)                                                           |
| ----- | --- | --- | -------------------------------------------------------------------------------------- |
| 30-01 | 378 | Skórzane piłki koszykowe, Zasuwy jazzów, Blejtramy, Sznurowadła                                           | Leather Basketballs, Flood Gates, Wood Panel Canvases, Shoelaces                       |
| 30-02 | 379 | Pompy układu kierowniczego, Miskowe posiłki Azjatyckie, Laski spacerowe cz. 1, Laski spacerowe cz. 2      | Power Steering Pumps, Asian Bowl Meals, Walking Canes (Part 1), Walking Canes (Part 2) |
| 30-03 | 380 | Ekstraktory olejów roślinnych, Artystyczne żyrandole, Trenażery pneumatyczne, Kawa w kapsułkach           | Plant Oil Extractors, Custom-made Chandeliers, Power Trainers, Coffee Pods             |
| 30-04 | 381 | Próbki optyczne, Myjki ciśnieniowe, Ule, Kuchenki żeliwne                                                 | Witness Samples, Pressure Washers, Beehives, Cast Iron Cookers                         |
| 30-05 | 382 | Skórzane rzeźby, Turystyczna płyta grzejna, Ochra, Lira korbowa                                           | Leather Sculptures, Travel Hot plate, Ochre, Hurdy-gurdies                             |
| 30-06 | 383 | Gitary z recyklingu deskorolek, Solarne lampy uliczne, Lalki cz. 1, Lalki cz. 2                           | Recycling Skateboard Guitars, Solar Street Lights, Dolls (Part 1), Dolls (Part 2)      |
| 30-07 | 384 | Spiralne schody, Chleb pita, Kolektory wylotowe, Formowanie wapienne dzieł sztuki                         | Spiral Stairs, Pita bread, Exhaust Headers, Molded Limestone Artwork                   |
| 30-08 | 385 | Szklane rzeźby, Napędowe systemy pasowe, Zwojnice, Piłki lekarskie                                        | Glass Sculptures, Racing Pulley Systems, Inductors, Medicine Balls                     |
| 30-09 | 386 | Odciski z ryb, Maszyny do rzutków, Migdały, Luksusowe motocykle                                           | Fish Rubbings, Clay Shooting Machines, Almonds, High-End Motorcycles                   |
| 30-10 | 387 | Korpusy przepustnicy, Obudowy kominów wapiennych, Kandyzowane owoce, Lniane ukulele                       | Throttle Bodies, Limestone Fireplace Mantels, Candied Fruit, Linen Ukuleles            |
| 30-11 | 388 | Gumowe piłki, Krzesła obrotowe, Wędzone mięso z Montrealu, Skutery z napędem                              | Rubber Balls, Motion Chairs, Montreal Smoked Meat, Motorized Scooters                  |
| 30-12 | 389 | Śruby lotnicze, Przecier z opuncji kaktusowej, Reaktory laboratoryjne cz. 1, Reaktory laboratoryjne cz. 2 | Aerospace Fasteners, Cactus Pear Purée, Lab Reactors (Part 1), Lab Reactors (Part 2)   |
| 30-13 | 390 | Łóżka chowane w ścianie, Kubki sundae, Obrazy cyfrowe, Rakiety do badmintona                              | Wall Beds, Sundae Cups, Digital Paintings, Badminton Rackets                           |

### Sezon 31
| Nr    | Lp. | Polski tytuł (przedmioty)                                                                             | Angielski tytuł (przedmioty)                                                               |
| ----- | --- | --- | ------------------------------------------------------------------------------------------ |
| 31-01 | 391 | Baskijskie kule pelota, Wózki paletowe, Pierożki, Mosiężne krany                                      | Basque Pelota Balls, Pallet Trucks, Dumplings, Brass Faucets                               |
| 31-02 | 392 | Laptopy, Panettone, Saksofony cz. 1, Saksofony cz. 2                                                  | Laptops, Panettone, Saxophones (Part 1), Saxophones (Part 2)                               |
| 31-03 | 393 | Kołowrotki spinningowe, Preparat z białek osocza, Trójwymiarowe kubki, Beczki ze stali nierdzewnej    | Spinning Reels, Plasma Protein Therapies, 3D Cups, Stainless Steel Beer Kegs               |
| 31-04 | 394 | Parowary, Trójkołowe skutery, Prefabrykowane oranżerie, Miedziane naczynia kuchenne                   | Steamer Baskets, Three-Wheel Scooters, Prefabricated Conservatories, Copper Cookware       |
| 31-05 | 395 | Opony rowerów górskich, Odkurzacze ogrodowe, Konserwa mięsna, Noże do filetowania                     | Mountain Bike Tires, Leaf and Debris Vacuums, Canned meat, Fillet Knives                   |
| 31-06 | 396 | Ryżowary, Meble ze schowkiem, Promocyjne origami, Nożyce do żywopłotu                                 | Rice Cookers, Concealment Furniture, Promotional Origami, Hedge Shears                     |
| 31-07 | 397 | Szklane krany, Drabiny strażackie, Renowacja antycznego zegara, Przybory grillowe                     | Glass Faucets, Fire Truck Ladders, Antique clock Restoration, Barbecue Utensils            |
| 31-08 | 398 | Robot edukacyjny, Pasy bokserskie, Maszty radarowe łodzi, Grzejniki w stylu europejskim               | Educational Robot, Boxing belts, Boat-Radar Mounts, European-Style Radiators               |
| 31-09 | 399 | Bawełna, Boksy startowe rodeo, Makaron azjatycki, Silniki rotacyjne                                   | Cotton, Rodeo Roping Chutes, Asian Noodles, Rotary Engines                                 |
| 31-10 | 400 | Ciągniki sypialniane, Orzechy pekan, Stalowe koła pasowe, Okulary acetatowe                           | Sleeper Rigs, Pecans, Steel Pulleys, Acetate Eyewear                                       |
| 31-11 | 401 | Kosze z drewnianych listew, Dzwonki, Stabilizatory żyroskopowe cz. 1, Stabilizatory żyroskopowe cz. 2 | Wood Slat Baskets, Bells, Gyroscopic stabilizers (Part 1), Gyroscopic Stabilizers (Part 2) |
| 31-12 | 402 | Renowacja DeLoreana, Wełna z bizona, Stoły do shuffleboardu, Noże kute cierne                         | DeLorean Restoration, Bison Fibre, Shuffleboard Tables, Friction Forged Knives             |
| 31-13 | 403 | Skórzane torby, Karuzele dla koni, Stoły do hokeja powietrznego, Miedziane rzeźby                     | Leather Overnight Bags, Horse Exercisers, Air hockey Tables, Copper Sculptures             |

### Sezon 32
| Nr    | Lp. | Polski tytuł (przedmioty)                                                                                    | Angielski tytuł (przedmioty)                                                                      |
| ----- | --- | --- | ------------------------------------------------------------------------------------------------- |
| 32-01 | 404 | Wyświetlacze elektroforetyczne, Tablice suchościeralne, Wiatrówki, Blaty kwarcowe                            | Electrophoretic Displays, Dry Erase Boards, Air Rifles, Quartz Countertops                        |
| 32-02 | 405 | Drewniane prawidła, Rzutki z gliny, Poskromy, Kompozytowe śmigła łodzi                                       | Custom Shoe Trees, Clay Targets, Squeeze Chutes, Composite Boat Propellers                        |
| 32-03 | 406 | Aparaty ortodontyczne, Sok pomarańczowy, Rozkładane sauny, Noże tartaczne                                    | Orthodontic Retainers, Orange Juice, Retractable Saunas, Sawmill Blade Knives                     |
| 32-04 | 407 | Stoły do tenisa stołowego, Zestawy plastikowych modeli, Mikroskopy optyczne cz. 1, Mikroskopy optyczne cz. 2 | Table Tennis Tables, Plastic Model Kits, Light Microscopes (Part 1), Light Microscopes (Part 2)   |
| 32-05 | 408 | Ręczne robione młotki, Żelki witaminowe, Przyczepy łodziowe, Podgrzewacze i świece w słoikach                | Hand Forged Hammers, Gummy Vitamins, Boat Trailers, Tea Lights & Jar Candles                      |
| 32-06 | 409 | Przetworniki gitarowe, Podgrzewane meble, Pompy studni wodnych, Narzędzia nieprzewodzące                     | Guitar Pickups, Heated Furniture, Water Well Cylinders, Nonconductive Tools                       |
| 32-07 | 410 | Materace sprężynowe, Paddleboardy, Odkurzacze cz. 1, Odkurzacze cz. 2                                        | Innerspring Mattresses, Stand-up Paddleboards, Vacuum Cleaners (Part 1), Vacuum Cleaners (Part 2) |
| 32-08 | 411 | Pasy, Drukarki 3D do metalu, Dotykowe panele ostrzegawcze, Modele silników Stiringa                          | Belts, 3D Metal Printers, Detectable Warning Panels, Model Stirling Engines                       |
| 32-09 | 412 | Sprężyny naciągowe i rozciągane, Mikro wiertła, Motorówki, Lakierowane panele szklane                        | Compression & Extension Springs, Micro Drill Bits, Skiffs, Painted Glass Backsplashers            |
| 32-10 | 413 | Maski szermiercze, Książki, Transformatory dronów oceanicznych, Puzzle 3D                                    | Fencing masks, Books, Ocean Drone Transformers, 3D Puzzles                                        |
| 32-11 | 414 | Flażolety, Wyroby z rogu, Samochody Formuły F cz. 1, Samochody Formuły F cz. 2                               | Tin Whistles, Horn Products, Formula F Race Cars (Part 1), Formula F Race Cars (Part 2)           |
| 32-12 | 415 | Gogle motocyklowe, Ręcznie robione szafy grające, Koparki ssące, Zestawy cynowe do golenia                   | Motorcycle Goggles, Handbuilt Jukeboxes, Vacuum Excavators, Pewter Shaving Sets                   |
| 32-13 | 416 | Czapki Garnizonowe, Bojlery, Elektryczne łodzie, Florety                                                     | Peaked Caps, Custom Water Heaters, Electric Boats, Fencing Foils                                  |